# Сокол (місто)
Со́кол (рос. Сокол) — місто в Росії, адміністративний центр  Сокольського району Вологодської області.
Утворює міське поселення місто Сокол.
День міста — 12 червня.

## Географія
Місто розташоване за 35 км на північ від Вологди на перетині трьох найважливіших транспортних артерій: Північної залізниці, річки Сухони і автомагістралі М8.

## Історія
У документі 1615 року на місці сучасного міста згадується село Соколово.
У 1897 році в цьому селі почалося будівництво паперової фабрики, яка отримала назву «Сокол»; назву Сокол отримало і фабричне селище.
За переписом 17 грудня 1926 року населення фабрично-заводського селища Сокол становило 5936 осіб.
2 березня 1932 року постановою Президії ВЦВК селище перетворено на місто Сокол. У межі міста включені прилеглі села. 1 червня 1932 року в межі міста включено завод Свердлова з сусідніми селами.

## Промисловість
Місто Сокол — найбільший у Вологодській області центр деревообробної промисловості, де виробляють целюлозу, папір різних сортів, пиломатеріали, деревне борошно, деталі будинків, фанерну тару, будівельну цеглу, меблі.